# Angyal Anna
Angyal Anna, szül. Engel, (Veszprém, 1848 – 1874 ősze) írónő.

## Élete
Zsidó volt, eredetileg Engelnek hívták, s atyja a zsidó iskola tanítója volt Hódmezővásárhelyen. Korán nagy jártasságra tett szert nem csupán a hazai, hanem a német és a francia irodalmakban, s már tizenhat éves korában lapokba írt. „Egy magyar család kalandjai" című regénye a Szegedi Hiradó című lapban jelent meg. 1865-ben „Előítéletek" című regényében a magyar zsidóság sorsával s annak javításával foglalkozott. „Ilonka és Elemér" címmel történelmi regényt is írt (Bp., 1869).